# Медісон (Західна Вірджинія)
Медісон (англ. Madison) — місто (англ. city) в США, в окрузі Бун штату Західна Вірджинія. Населення — 2913 особи (2020). Веде свою історію з першого шахтарського поселення відомого під назвою Boone Court House. З 1865 року було перейменоване в Медісон, імовірно на честь четвертого президента США Джеймса Медісона.

## Географія
Медісон розташований за координатами 38°3′51″ пн. ш. 81°47′41″ зх. д. / 38.06417° пн. ш. 81.79472° зх. д. (38.064032, -81.794640).  За даними Бюро перепису населення США в 2010 році місто мало площу 18,29 км², з яких 18,14 км² — суходіл та 0,15 км² — водойми.

## Демографія
Згідно з переписом 2010 року, у місті мешкало 3076 осіб у 1299 домогосподарствах у складі 881 родини. Густота населення становила 168 осіб/км².  Було 1428 помешкань (78/км²).
Расовий склад населення:
| - 96,3 % — білих - 2,3 % — чорних або афроамериканців - 0,4 % — азіатів |

До двох чи більше рас належало 0,4 %. Частка іспаномовних становила 0,9 % від усіх жителів.
За віковим діапазоном населення розподілялося таким чином: 21,2 % — особи молодші 18 років, 62,8 % — особи у віці 18—64 років, 16,0 % — особи у віці 65 років та старші. Медіана віку мешканця становила 42,1 року. На 100 осіб жіночої статі у місті припадало 93,2 чоловіків;  на 100 жінок у віці від 18 років та старших — 90,4 чоловіків також старших 18 років.
Середній дохід на одне домашнє господарство  становив 63 196 доларів США (медіана — 46 559), а середній дохід на одну сім'ю — 74 786 доларів (медіана — 59 167). Медіана доходів становила 44 750 доларів для чоловіків та 40 323 долари для жінок. За межею бідності перебувало 16,3 % осіб, у тому числі 27,1 % дітей у віці до 18 років та 8,0 % осіб у віці 65 років та старших.
Цивільне працевлаштоване населення становило 1233 особи. Основні галузі зайнятості: освіта, охорона здоров'я та соціальна допомога — 38,7 %, сільське господарство, лісництво, риболовля — 16,5 %, публічна адміністрація — 7,6 %, роздрібна торгівля — 7,5 %.